# Índice de poder de Shapley-Shubik
El Índice de poder de Shapley-Shubik fue creado por Lloyd Shapley y Martin Shubik en 1954. Fue diseñado para medir las competencias de los jugadores en un juego de votación. El índice a menudo revela información sobre la distribución de poder que no es evidente a primera vista.
Los componentes de un sistema de votación (tales como órganos legislativos, legisladores individuales, ejecutivos o accionistas) se pueden ver como participantes en un juego donde los jugadores que tengan las mismas preferencias forman coaliciones. A cualquier coalición que cuenta con suficientes votos para aprobar un proyecto de ley o elegir a un candidato se le llama ganadora y, a las demás se les denomina perdedoras. Basándose en el valor de Shapley, Shapley y Shubik concluyeron que el poder de una coalición no era simplemente proporcional a su tamaño, sino que se mide por la proporción de las posibles secuencias de voto en las que la coalición emite el voto decisivo, es decir, el primer voto que garantiza el éxito o el fracaso.
El índice de poder se normaliza entre 0 y 1. Un índice igual a 0 significa que la coalición no tiene efecto alguno en el resultado del juego, mientras que un valor 1 denota una coalición que determina el resultado de la votación en todos los proyectos de ley. La suma de los valores del índice de poder de todos los jugadores es siempre igual a uno.

## Ejemplo
Supongamos una población formada por los individuos A, B, C y D que tienen 3, 2, 1 y 1 voto respectivamente, las decisiones son tomadas por mayoría. El umbral para que haya una mayoría de votos es 4. El número de posible secuencias de voto es 4!=24 , representadas en la siguiente tabla: 
| ABCD | ABDC | ACBD | ACDB | ADBC | ADCB |
| BACD | BADC | BCAD | BCDA | BDAC | BDCA |
| CABD | CADB | CBAD | CBDA | CDAB | CDBA |
| DABC | DACB | DBAC | DBCA | DCAB | DCBA |

Para cada secuencia de voto, el elector pivote -en negrita- es el primer votante cuyo voto hace que se alcance el umbral de 4 votos o más. En este caso, A es fundamental en 12 de las 24 secuencias. Por lo tanto, A tiene un índice de poder de 1/2. Los otros votantes tienen un índice de poder de 1/6, ya que son decisivos solamente en 4 de las 24 votaciones. Curiosamente, B no tiene más poder que C y D, pese a tener un mayor número de votos. 
Supongamos que, en otro proceso de votación por mayoría, hay {\displaystyle 2n+1} votantes, de los que uno tiene un gran número de votos, digamos {\displaystyle k}, y el restante {\displaystyle 2n} de los miembros tienen un voto cada uno. En este caso el poder del miembro con más votos es {\displaystyle {\dfrac {k}{2n+2-k}}}. A medida que {\displaystyle k} aumenta, aumenta su poder de manera desproporcionada.  Si  {\displaystyle k=n+1} tiene todo el poder. Esto ocurre con los accionistas mayoritarios.